# Maracanã (São Luís)
Maracanã é um bairro brasileiro localizado em São Luís, capital do Maranhão. Pertence à zona rural de São Luís. 
Nele é realizada a famosa Festa da Juçara, que acontece nos finais de semana do mês de outubro, onde são comercializados vários produtos feitos da juçara (açaí).

## História
Os primeiros habitantes chegaram ao antigo Sítio Bacuri ainda na primeira metade do século XIX. Um deles foi Manoel Jorge Valente, um fazendeiro buscando estabelecer negócios, sendo dono de fornos de olaria e, que construiu capelas para auxiliar na catequização dos primeiros moradores. Na segunda metade do século XIX, outras famílias também foram morar na região.
Em razão do isolamento do bairro, os moradores utilizavam o transporte aquaviário para atravessar o Rio Bacanga. As embarcações atracavam no antigo Porto Bacanguinha e faziam viagens diárias até o bairro do Desterro, onde os moradores iam trocar mercadorias e alimentos por outros itens.
Com o tempo, o bairro foi se integrando mais aos outros bairros da capital, e trabalhadores vindos do interior do estado e também de outros bairros foram habitar o bairro do Maracanã,  criando animais e praticando a agricultura de subsistência.
A construção da Ferrovia São Luís-Teresina, na primeira metade do século XX, também promoveu o crescimento do bairro e do comércio.

## Infraestrutura
As linhas de ônibus do bairro pertencem ao Lote 1 do Consórcio Central, que também cobre a área Itaqui-Bacanga, os portos da cidade, a Universidade Federal do Maranhão e a zona rural.
O acesso ao bairro se dá pela BR-135.
Instituto Federal do Maranhão Campus Maracanã fica localizado na Vila Esperança, ao lado do bairro Maracanã.
Há um centro de saúde municipal no bairro.

## Meio ambiente
No local, foi criada a Área de Proteção Ambiental do Maracanã, uma unidade de conservação, com 1.831 hectares, que se limita ao norte com o Parque Estadual do Bacanga e, ao sul, com o rio Grande. Essa região fica a 18 Km do centro de São Luís e apresenta florestas de galerias entremeadas por igarapés de água doce, terras baixas e formações, colinosas.
Abriga as nascentes do rio da Prata, afluente do rio Batatã (que pertence à Bacia Hidrográfica do rio Bacanga), e que contribui para a formação da Represa do Batatã, um dos principais mananciais para o abastecimento urbano da cidade de São Luís. Também é cortada pelo rio Maracanã e pelo rio Grande.

## Cultura
Os moradores levaram suas tradições e costumes para o bairro, levando ao surgimento de manifestações voltadas para os costumes da tradição de bumba-meu-boi e que surgem a partir da devoção dos santos São João, São Pedro e São Marçal.
O Boi de Maracanã (um dos mais importantes do estado) surgiu a partir da segunda metade do século XX, com o antigo “Boi de Promessa".
Humberto de Maracanã foi o principal cantor e compositor do bumba-meu-boi maranhense, com a conhecida toada "Maranhão, Meu Tesouro, meu Torrão", usada em diversas campanhas para divulgar a cultura maranhense.
Aa Festa da Juçara é realizada tradicionalmente no bairro do Maracanã desde 1969, sendo organizada pela Associação dos Amigos do Parque da Juçara. A festa como objetivo valorizar a produção da juçara e seus subprodutos, preservando a cultura local, aumentando a renda dos moradores, por meio da comercialização da fruta típica do bairro do Maracanã e adjacências.
Segundo os comerciantes do local, são vendidos em média mais de 10 mil litros da polpa da fruta por dia durante o período da festa. A juçara (açaí) pode ser degustada pura, com açúcar, com camarão seco, com farinha, e vários outros ingredientes a gosto do visitante. Também são realizados shows e programações culturais.